# 賈特人保留名額騷動
賈特人保留名額騷動，是2016年2月份印度北部的賈特人，特別是在哈里亞納邦的一系列抗議活動。抗議者試圖將他們的種姓列入其他落後階層類別，這將使他們有資格獲得行動上的利益。除了哈里亞納邦，抗議活動也蔓延到鄰邦如北方邦和拉賈斯坦邦，以及國家首都新德里。
警方和觀察者將初始階段的抗議活動描述為“和平”。從二月十二日起，賈特人組織非暴力抗議活動，阻塞鐵路線路和道路，非賈特人反對他們的要求並組織反抗。二月十八日，一批非賈特人抗議者與一批賈特抗議者激烈的衝突，二月十八日，一批非賈特人抗議者和律師抗議者衝突，後來，他們也與賈特學生發生衝突。在同一天，警方據稱在罗赫塔克打了一些賈特學生，試圖打開封鎖。警方還突擊搜查了一名男孩的宿舍，據報襲擊了賈特學生，這起事件被“拍照並在社交媒體上流傳”。在這些事件發生後，哈里亞納邦發生了幾起種族間暴力事件。
到了二月二十二日，這次抗議活動估計為印度造成了5.3億美元損失，鐵路部長在人民院說：鐵路公司因抗議而取消車票所蒙受的損失約為5592萬盧比。截至二月二十六日，有三十人因暴力而遇害。
哈里亞納邦政府於2016年3月29日批准了哈里亞納邦落後階級條例草案，並於2016年5月13日通過該法案。但在2016年5月26日，旁遮普省和哈里亞拉邦高等法院否決了該條例草案。